# تومیکا، گیفو
تومیکا، گیفو (به لاتین: Tomika, Gifu) یک منطقهٔ مسکونی در ژاپن است که در Kamo District واقع شده‌است. تومیکا ۵٬۵۰۸ نفر جمعیت دارد.